# ايرسبيد المحدودة
ايرسبيد المحدودة (بالإنجليزية: Airspeed Limited)‏ هي شركة صناعة طائرات سابقة في المملكة المتحدة. تأسست في 1931. يقع مقرها في إنجلترا.